# Viktor Demyanenko
Viktor Demyanenko, född 26 augusti 1958, är en sovjetisk boxare som tog OS-silver i lättviktsboxning 1980 i Moskva. I finalen förlorade han mot Ángel Herrera från Kuba.